# Danae
Danae (sau Danaë, în greacă Δανάη, pronunție grecească: [daˈna.ɛː], pronunție grecească modernă: [ðaˈna.i]) este un personaj mitologic, fiica lui Acrisios, regele din Argos, și a Euridicei⁠(en)[traduceți].

## Mitologie
Temându-se de împlinirea unui oracol care-i prezisese că va muri de mâna fiului lui Danae, Acrisios își închide fata într-un turn înalt la care nici un muritor nu putea ajunge. Transformat în ploaie de aur, Zeus reușește însă să se strecoare până în iatacul fetei. Din dragostea lui cu Danae se naște Perseu.
Ca să o piardă pe ea și pe fiul ei, Acrisios îi închide într-un cufăr și-i abandonează pe apă, pradă valurilor. Danae, ocrotită de Zeus, reușește însă să scape cu viață și să ajungă în insula Seriphus. Acolo e primită la curtea regelui Polydectes, care se îndrăgostește de ea. După trecerea anilor regele vede însă că fiul este o piedică în cucerirea mamei. De aceea el îl trimite pe Perseus departe, cu gândul ascuns că-și va găsi moartea în lupta cu Medusa. Perseus se înapoiază însă victorios. Împreună cu mama sa, se întoarce în Argos unde, fără voia lui - ca o împlinire a oracolului - își ucide bunicul.

## Galerie de imagini

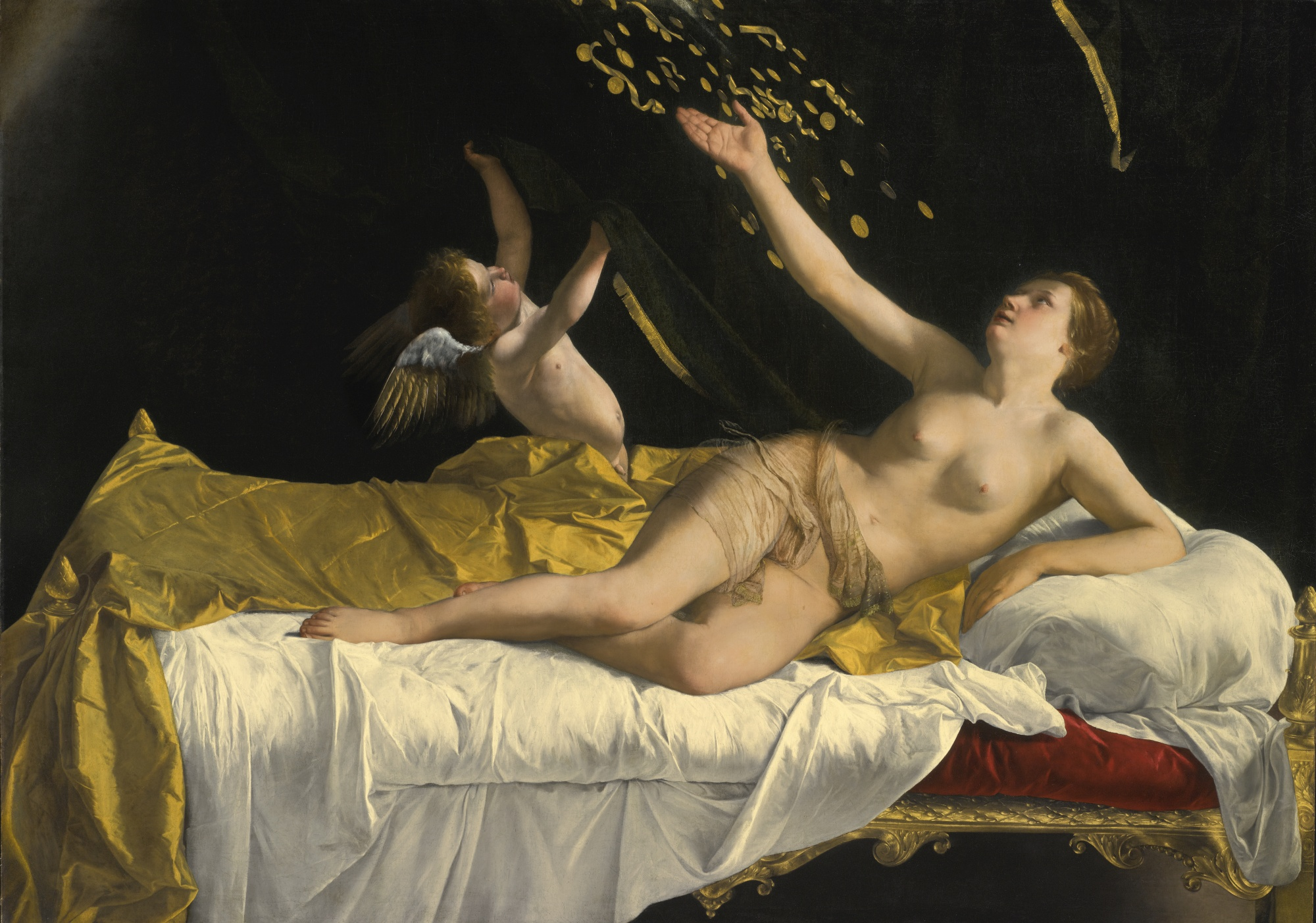
Danae (tablou de Orazio Gentileschi)
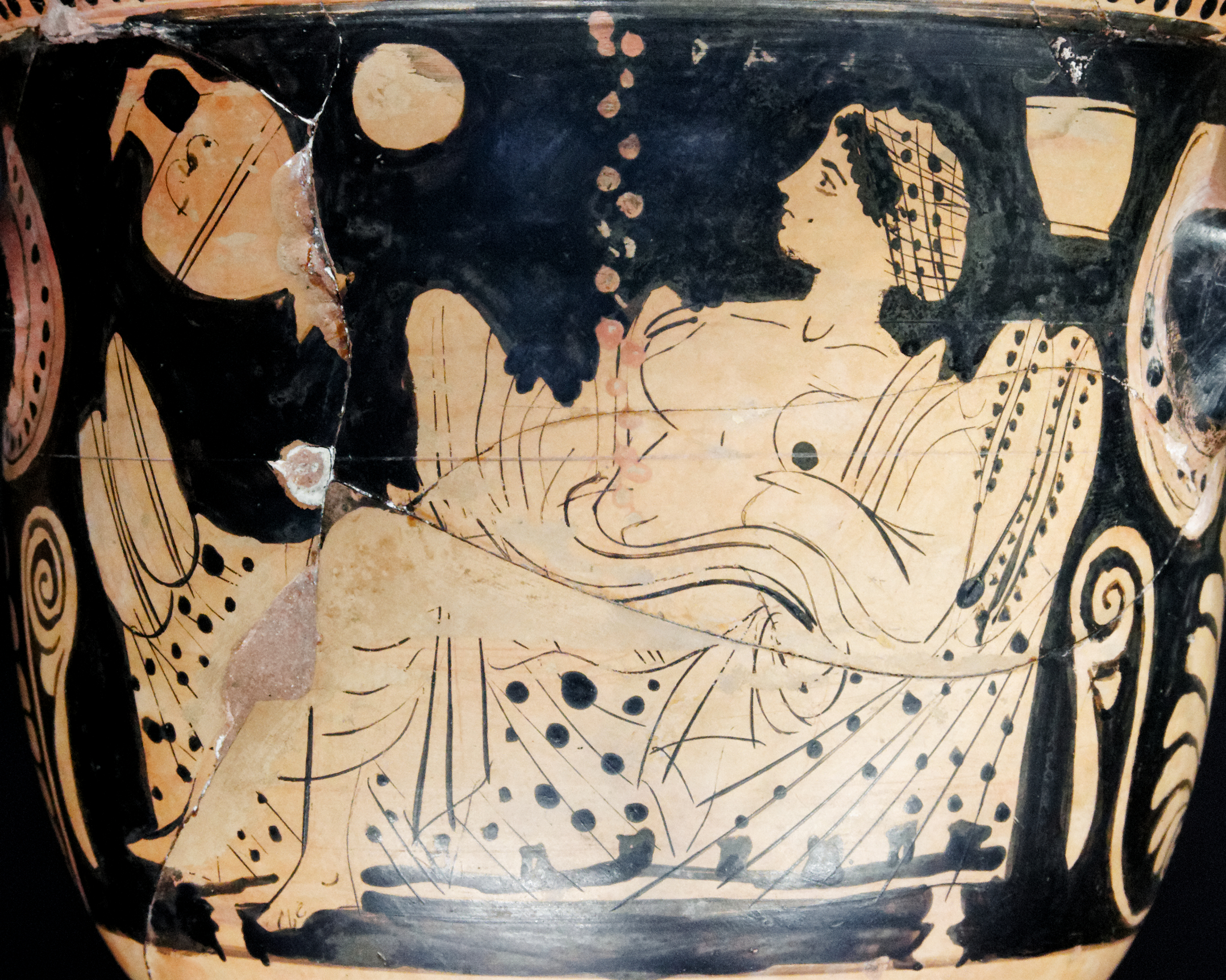
Vas din circa 450-425 î.e.n., expus în Muzeul Louvre din Paris, Franța
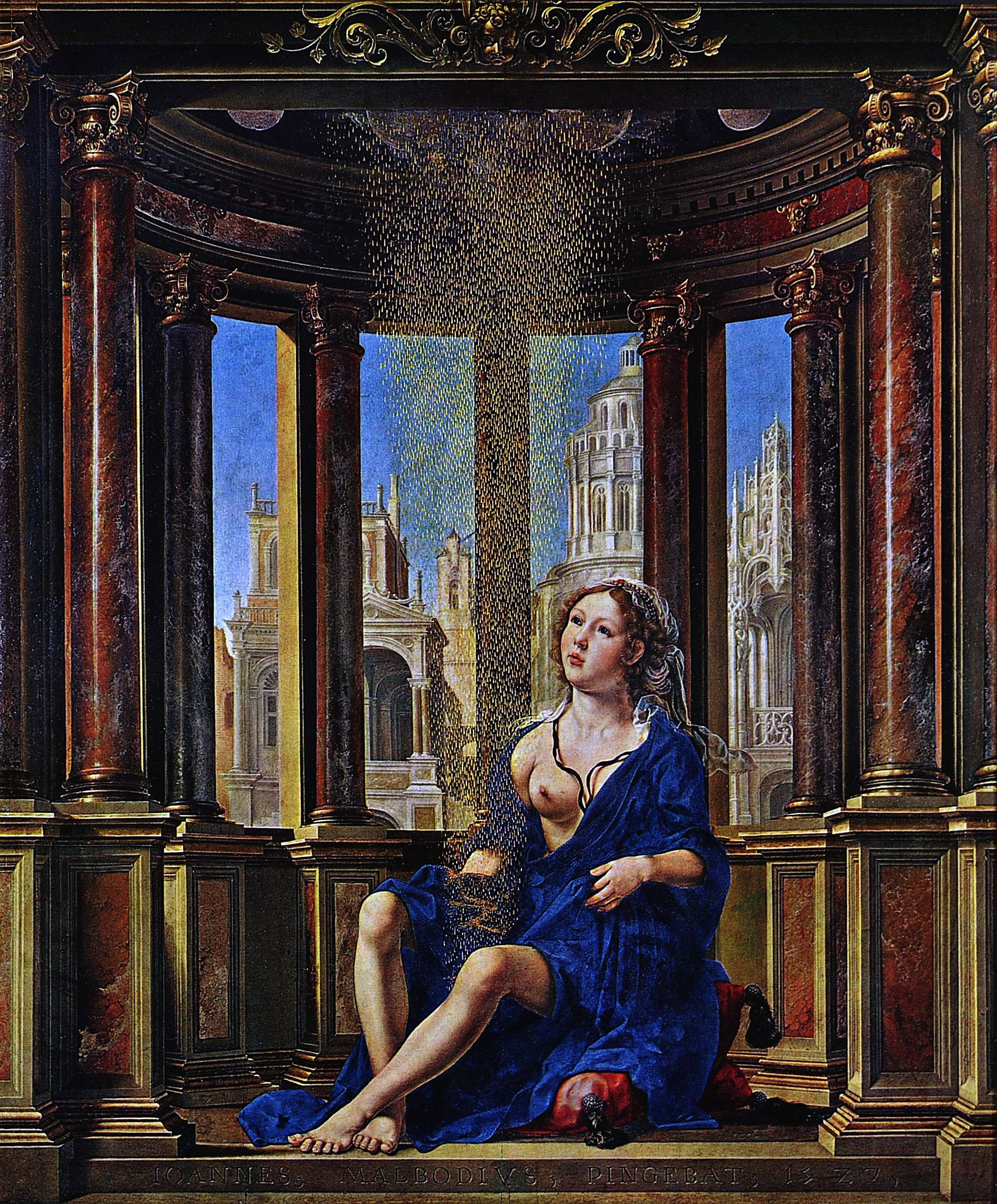
Jan Gossaert - „Danae” (1527)
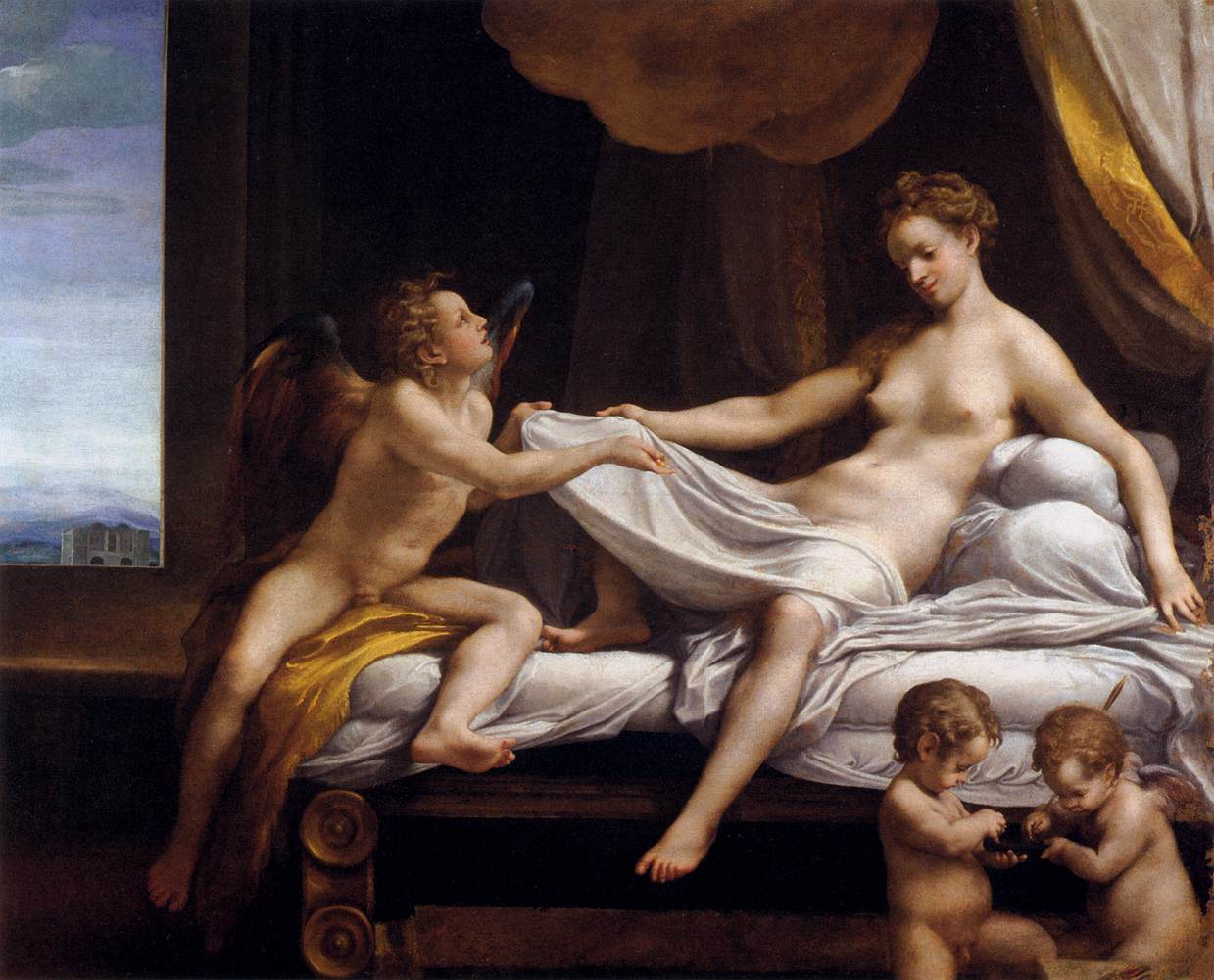
Correggio - „Danae” (1530)
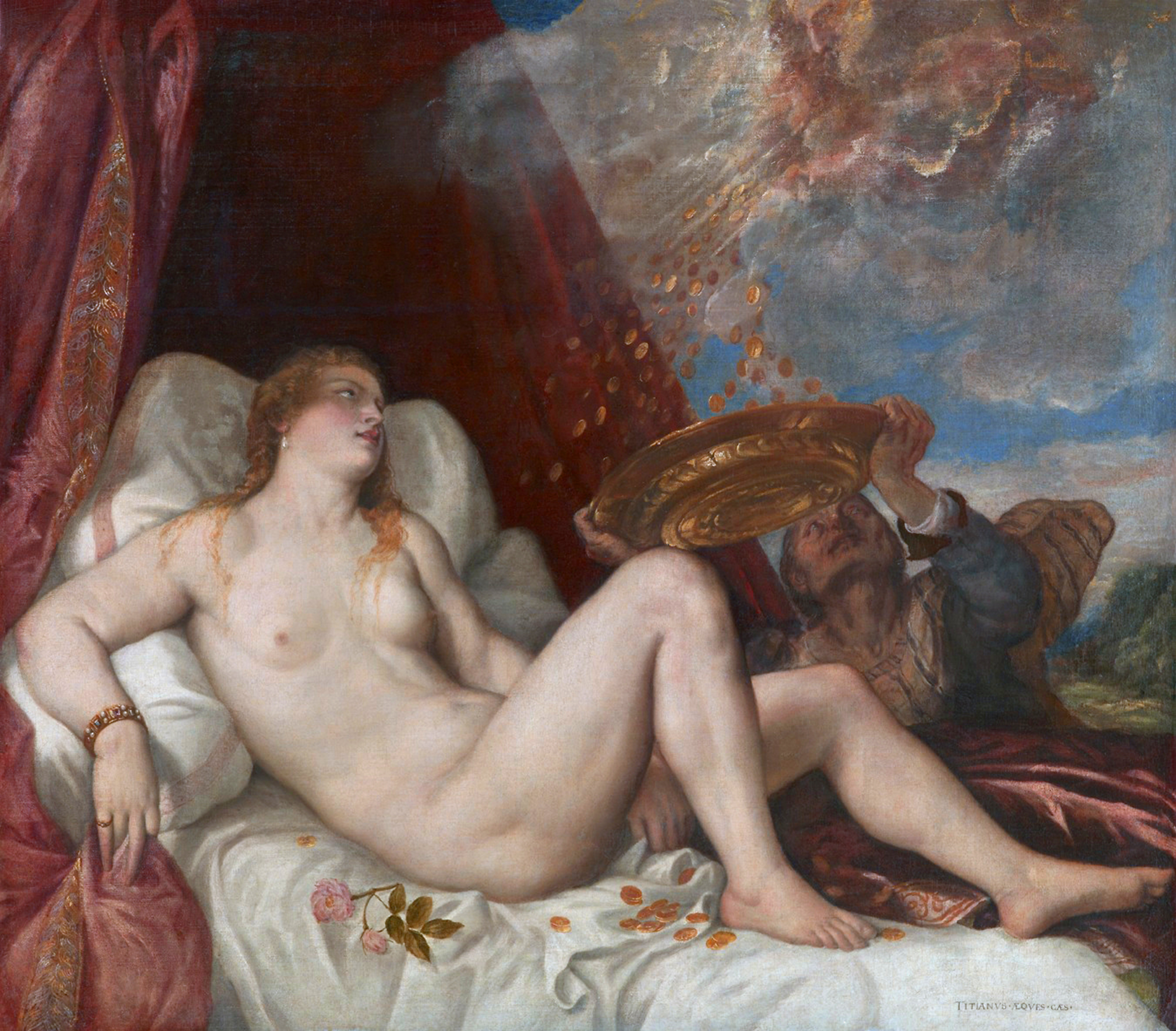
Tiziano Vecellio - „Danae” (1560)
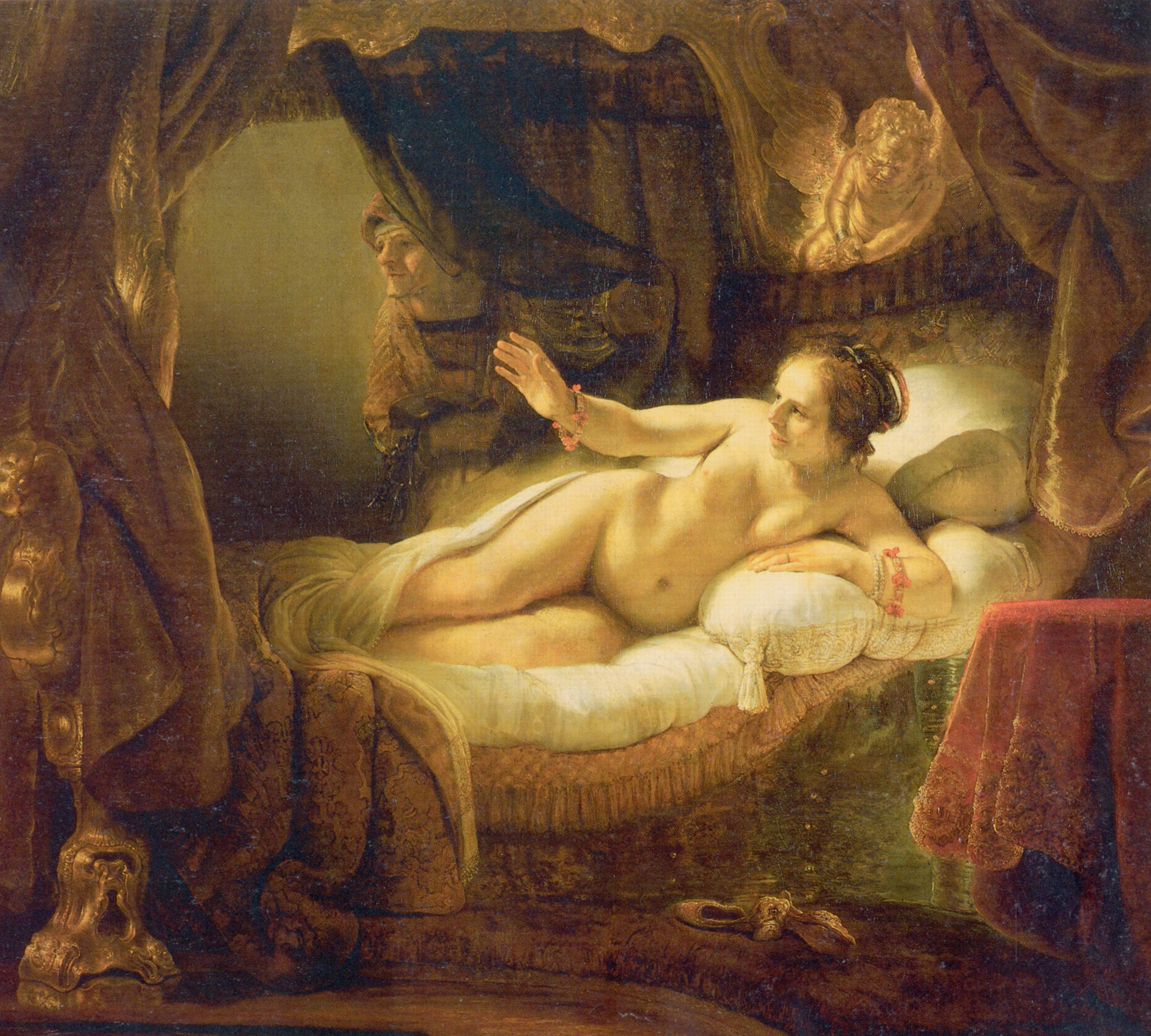
Rembrandt - „Danae” (1636)